# HC Buldoci Stříbro
HC Buldoci Stříbro (celým názvem: Hockey Club Buldoci Stříbro) je český klub ledního hokeje, který sídlí ve městě Stříbro v Plzeňském kraji. Založen byl v roce 2007. Od sezóny 2013/14 působí v Plzeňské krajské soutěži – sk. A, páté české nejvyšší soutěži ledního hokeje. Další mužstva Buldoků hrají druhou národní hokejbalovou ligu – sk. Západ, Extraligu mladšího dorost v hokejbalu, Přebor mladších žáků v hokejbalu – skupina Jih a Přebor minipřípravek – skupina západ. Klubové barvy jsou červená, černá a bílá.
Své domácí zápasy odehrává na zimním stadionu Stříbro.

## Přehled ligové účasti
Stručný přehled
Zdroj:
- 2007–2011: Krajský přebor II. – Tachov (amatérská soutěž v České republice)
- 2011–2012: Krajský přebor II. – Tachov, Domažlice (amatérská soutěž v České republice)
- 2012–2013: Plzeňská krajská soutěž – sk. B (6. ligová úroveň v České republice)
- 2013– : Plzeňská krajská soutěž – sk. A (5. ligová úroveň v České republice)

Jednotlivé ročníky
Zdroj:
Legenda: ZČ - základní část, červené podbarvení - sestup, zelené podbarvení - postup, fialové podbarvení - reorganizace, změna skupiny či soutěže
| Česko (2012 – ) |                                 |           |          |                                       |          |
| Sezóny          | Soutěž                          | Úroveň    | ZČ       | Play-off, nadstavba, sk. o udržení... | Poznámky |
| 2012/13         | Plzeňská krajská soutěž – sk. B | 6. úroveň | 1. místo | Vítěz                                 | Postup   |
| 2013/14         | Plzeňská krajská soutěž – sk. A | 5. úroveň | 4. místo | Semifinále                            |          |
| 2014/15         | Plzeňská krajská soutěž – sk. A | 5. úroveň | 3. místo | Čtvrtfinále                           |          |
| 2015/16         | Plzeňská krajská soutěž – sk. A | 5. úroveň | 5. místo | Čtvrtfinále                           |          |
| 2016/17         | Plzeňská krajská soutěž – sk. A | 5. úroveň | 6. místo | Čtvrtfinále                           |          |
| 2017/18         | Plzeňská krajská soutěž – sk. A | 5. úroveň | 3. místo | Čtvrtfinále                           |          |
| 2018/19         | Plzeňská krajská soutěž – sk. A | 5. úroveň |          |                                       |          |